# Tangos en el puerto
Tangos en el puerto es un álbum de estudio de varios intérpretes de tango chilenos y argentinos con residencia en la ciudad chilena de Valparaíso, lanzado en 1972 por el sello discográfico DICAP, y que incluye famosos temas de distintos músicos tales como Gerardo Matos Rodríguez, Marianito Mores, Astor Piazzolla, Horacio Ferrer, Enrique Santos Discépolo, Enrique Cadícamo, Roberto Grela y Pedro Laurenz.
La contraportada del disco explica la formación de la agrupación que interpreta el disco, cuyos integrantes se conocieron en el bar de Valparaíso «Le Petit Maison». Se incluye un dibujo de uno de los cerros de la ciudad, y se menciona al cantante Fabián Rey, al bandoneonista Mauricio Shulman, a Negro Saravia, pianista de la Orquesta Huambaly y al contrabajista Domingo Donnaruma.
En 2007 fue relanzado por el resurgido sello DICAP (cerrado al año siguiente del primer lanzamiento de este álbum, producto del Golpe de Estado en Chile de 1973) como parte del disco Serie de la memoria, que además incluye otros tres LP de la década de 1970.

## Lista de canciones
| Lado A |                       |                                 |          |  |
| N.º    | Título                | Música                          | Duración |  |
| 1.     | «La última curda»     | Matos Rodríguez, Fabián Rey     | 2:13     |  |
| 2.     | «Taquito militar»     | Marianito Mores                 | 2:30     |  |
| 3.     | «Balada para un loco» | Astor Piazzolla, Horacio Ferrer | 4:20     |  |
| 4.     | «Cambalache»          | Enrique Santos Discépolo        | 2:30     |  |
| 5.     | «La novia ausente»    | Enrique Cadícamo                | 2:19     |  |
| 6.     | «La cumparcita»       | Matos Rodríguez                 | 2:13     |  |
| 16:05  |                       |                                 |          |  |

| Lado B |                    |                                    |          |  |
| N.º    | Título             | Música                             | Duración |  |
| 7.     | «Las cuarenta»     | Roberto Grela, Gorindo             | 2:50     |  |
| 8.     | «Picasso»          | Astor Piazzolla                    | 2:53     |  |
| 9.     | «Se tiran conmigo» | Ángel Díaz                         | 3:18     |  |
| 10.    | «El ciruja»        | Ernesto De la Cruz, Alfredo Marino | 2:52     |  |
| 11.    | «Muchachita buena» | Elizaldo Díaz                      | 2:19     |  |
| 12.    | «Mal de amores»    | Pedro Laurenz                      | 2:54     |  |
| 17:06  |                    |                                    |          |  |

## Créditos
Diseño gráfico
- Vicente Larrea
- Antonio Larrea
- Luis Albornoz